# (What's the Story) Morning Glory?
(What's the Story) Morning Glory? là album phòng thu thứ hai của ban nhạc người Anh Oasis, phát hành ngày 2 tháng 10 năm 1995 bởi Creation Records. Album được đồng sản xuất bởi Noel Gallagher và Owen Morris, với cấu trúc và phong cách hòa âm hoàn toàn khác biệt so với album đầu tay của nhóm, Definitely Maybe (1994). Trong album, những sáng tác của Gallagher đều chú trọng vào tính ballad và tập trung nhấn mạnh vào phần lớn những đoạn điệp khúc, bên cạnh việc sử dụng dàn dây và nhiều nhạc cụ đa dạng khác, đối lập với tính thô mộc của album trước. Đây cũng là album đầu tiên của Oasis có sự tham gia của tay trống Alan White, người thay thế cho Tony McCarroll.
(What's the Story) Morning Glory? góp phần khẳng định tên tuổi của Oasis từ nghệ sĩ indie trở thành một hiện tượng rock toàn cầu, và theo nhiều nhiều nhà phê bình âm nhạc, là bản thu âm quan trọng nhất đối với sự phát triển của nền âm nhạc indie tại Anh. Đây là album thành công nhất trong sự nghiệp của nhóm, đứng đầu bảng xếp hạng ở Vương quốc Anh trong 10 tuần liên tiếp với doanh số tiêu thụ kỷ lục trong tuần đầu là 347.000 bản. Trên thị trường quốc tế, nó đứng đầu các bảng xếp hạng ở Úc, Canada, Ireland, New Zealand, Tây Ban Nha, Thụy Điển và Thụy Sĩ cũng như lọt vào top 10 ở hầu hết những quốc gia được phát hành, bao gồm vị trí thứ tư trên bảng xếp hạng Billboard 200 ở Hoa Kỳ. Tính đến tháng 7 năm 2016, (What's the Story) Morning Glory? là album bán chạy thứ năm mọi thời đại tại Anh quốc với 4,7 triệu bản và đã bán được hơn 22 triệu bản trên toàn cầu, trở thành một trong những album bán chạy nhất mọi thời đại.
Mặc dù gặt hái những thành công vang dội về mặt thương mại, (What's the Story) Morning Glory? lại không nhận được những đánh giá tích cực từ giới chuyên môn. Nhiều ý kiến cho rằng album là bước thụt lùi so với Definitely Maybe, đặc biệt ở khía cạnh sáng tác và sản xuất. Tuy nhiên, sau này, các nhà phê bình âm nhạc lại có nhiều nhận xét tích cực hơn và coi nó là bản thu âm hàng đầu thuộc thể loại Britpop nói riêng, và của thập niên 1990 nói chung. Album chiến thắng giải "Album Anh quốc xuất sắc nhất" tại giải Brit năm 1997, và được xếp hạng là album xuất sắc nhất của nền âm nhạc Anh kể từ năm 1980 tại giải Brit năm 2010.
Những đĩa đơn trích từ album cũng gặt hái nhiều thành công trên toàn thế giới: "Some Might Say" và "Don't Look Back in Anger" đạt vị trí quán quân tại Anh quốc; "Champagne Supernova" và "Wonderwall" cũng đứng đầu bảng xếp hạng Modern Rock Tracks của Billboard. "Wonderwall" còn đạt được thứ hạng tương tự ở Úc và New Zealand. Thành công của (What's the Story) Morning Glory? đã giúp Oasis trở thành một trong những ban nhạc nổi tiếng nhất thế giới lúc bấy giờ, theo kèm là những buổi diễn kéo dài liên tục trong những năm 1995-1996, bao gồm buổi diễn tại Knebworth House đã thu hút đến 250.000 khán giả.

## Danh sách ca khúc

### Ấn bản gốc
Tất cả các ca khúc được viết bởi Noel Gallagher, các sáng tác khác được ghi chú bên.
| STT | Nhan đề                                                   | Thời lượng |
| --- | --------------------------------------------------------- | ---------- |
| 1.  | "Hello" (Noel Gallagher, Gary Glitter, Mike Leander)      | 3:21       |
| 2.  | "Roll with It"                                            | 3:59       |
| 3.  | "Wonderwall"                                              | 4:18       |
| 4.  | "Don't Look Back in Anger"                                | 4:48       |
| 5.  | "Hey Now!"                                                | 5:41       |
| 6.  | Chưa có tiêu đề (còn có tên "The Swamp Song — Excerpt 1") | 0:44       |
| 7.  | "Some Might Say"                                          | 5:29       |
| 8.  | "Cast No Shadow"                                          | 4:51       |
| 9.  | "She's Electric"                                          | 3:40       |
| 10. | "Morning Glory"                                           | 5:03       |
| 11. | Chưa có tiêu đề (còn có tên "The Swamp Song — Excerpt 2") | 0:40       |
| 12. | "Champagne Supernova"                                     | 7:27       |

### Ấn bản đĩa than
| Mặt A | Mặt A                                 | Mặt A      |
| STT   | Nhan đề                               | Thời lượng |
| ----- | ------------------------------------- | ---------- |
| 1.    | "Hello" (Gallagher, Glitter, Leander) | 3:21       |
| 2.    | "Roll with It"                        | 3:59       |
| 3.    | "Wonderwall"                          | 4:18       |

| Mặt B | Mặt B                                                     | Mặt B      |
| STT   | Nhan đề                                                   | Thời lượng |
| ----- | --------------------------------------------------------- | ---------- |
| 1.    | "Don't Look Back in Anger"                                | 4:48       |
| 2.    | "Hey Now!"                                                | 5:41       |
| 3.    | Chưa có tiêu đề (còn có tên "The Swamp Song — Excerpt 1") | 0:44       |
| 4.    | "Bonehead's Bank Holiday"                                 | 4:03       |

| Mặt C | Mặt C            | Mặt C      |
| STT   | Nhan đề          | Thời lượng |
| ----- | ---------------- | ---------- |
| 1.    | "Some Might Say" | 5:29       |
| 2.    | "Cast No Shadow" | 4:51       |
| 3.    | "She's Electric" | 3:40       |

| Mặt D | Mặt D                                                     | Mặt D      |
| STT   | Nhan đề                                                   | Thời lượng |
| ----- | --------------------------------------------------------- | ---------- |
| 1.    | "Morning Glory"                                           | 5:03       |
| 2.    | Chưa có tiêu đề (còn có tên "The Swamp Song — Excerpt 2") | 0:40       |
| 3.    | "Champagne Supernova"                                     | 7:27       |

### Box set đĩa đơn
Ấn bản box set của (What's the Story) Morning Glory? được phát hành vào ngày 4 tháng 11 năm 1996 bao gồm bốn đĩa đơn trích từ album gốc, với những đĩa đơn mặt-B và một đĩa phỏng vấn. Box set đạt vị trí 24 trên bảng xếp hạng UK Albums Chart.
Tất cả các ca khúc được sáng tác bởi Noel Gallagher, ngoại trừ "Cum On Feel the Noize" bởi Noddy Holder và Jim Lea;"Step Out" đồng sáng tác với Stevie Wonder, Henry Cosby và Sylvia Moy.
| Đĩa 1 | Đĩa 1       | Đĩa 1      |
| STT   | Nhan đề     | Thời lượng |
| ----- | ----------- | ---------- |
| 1.    | "Phỏng vấn" | 18:22      |

| Đĩa 2 | Đĩa 2            | Đĩa 2      |
| STT   | Nhan đề          | Thời lượng |
| ----- | ---------------- | ---------- |
| 1.    | "Some Might Say" | 5:28       |
| 2.    | "Talk Tonight"   | 4:21       |
| 3.    | "Acquiesce"      | 4:24       |
| 4.    | "Headshrinker"   | 4:38       |

| Đĩa 3 | Đĩa 3                                                     | Đĩa 3      |
| STT   | Nhan đề                                                   | Thời lượng |
| ----- | --------------------------------------------------------- | ---------- |
| 1.    | "Roll with It"                                            | 4:00       |
| 2.    | "It's Better People"                                      | 3:59       |
| 3.    | "Rockin' Chair"                                           | 4:36       |
| 4.    | "Live Forever" (Trục tiếp tại Glastonbury Festival, 1995) | 4:40       |

| Đĩa 4 | Đĩa 4            | Đĩa 4      |
| STT   | Nhan đề          | Thời lượng |
| ----- | ---------------- | ---------- |
| 1.    | "Wonderwall"     | 4:19       |
| 2.    | "Round Are Way"  | 5:42       |
| 3.    | "The Swamp Song" | 4:15       |
| 4.    | "The Masterplan" | 5:23       |

| Đĩa 5 | Đĩa 5                      | Đĩa 5      |
| STT   | Nhan đề                    | Thời lượng |
| ----- | -------------------------- | ---------- |
| 1.    | "Don't Look Back in Anger" | 4:47       |
| 2.    | "Step Out"                 | 3:40       |
| 3.    | "Underneath the Sky"       | 3:20       |
| 4.    | "Cum On Feel the Noize"    | 5:09       |

### Ấn bản tái bản 2014
Là một phần trong chiến dịch quảng cáo có tên Chasing the Sun, ấn bản này được phát hành vào ngày 29 tháng 9 năm 2014. Ấn bản deluxe bao gồm 3 đĩa chỉnh âm theo kèm là một đĩa mặt B bao gồm 4 đĩa đơn phát hành tại Anh. Ngoài ra, ân bản còn có 5 ca khúc định dạng demo, cùng một số đoạn thu âm trực tiếp từ các buổi diễn tại Earls Court, Knebworth Park và Maine Road.
Tất cả các ca khúc được viết bởi Noel Gallagher, ngoại lệ ghi chú bên..
| Đĩa 1: (What's the Story) Morning Glory? | Đĩa 1: (What's the Story) Morning Glory?                  | Đĩa 1: (What's the Story) Morning Glory? |
| STT                                      | Nhan đề                                                   | Thời lượng                               |
| ---------------------------------------- | --------------------------------------------------------- | ---------------------------------------- |
| 1.                                       | "Hello" (Noel Gallagher, Gary Glitter, Mike Leander)      | 3:21                                     |
| 2.                                       | "Roll with It"                                            | 3:59                                     |
| 3.                                       | "Wonderwall"                                              | 4:18                                     |
| 4.                                       | "Don't Look Back in Anger"                                | 4:48                                     |
| 5.                                       | "Hey Now!"                                                | 5:41                                     |
| 6.                                       | Chưa có tiêu đề (còn có tên "The Swamp Song — Excerpt 1") | 0:44                                     |
| 7.                                       | "Some Might Say"                                          | 5:29                                     |
| 8.                                       | "Cast No Shadow"                                          | 4:51                                     |
| 9.                                       | "She's Electric"                                          | 3:40                                     |
| 10.                                      | "Morning Glory"                                           | 5:03                                     |
| 11.                                      | Chưa có tiêu đề (còn có tên "The Swamp Song — Excerpt 2") | 0:40                                     |
| 12.                                      | "Champagne Supernova"                                     | 7:27                                     |

Bonus Track (SICP-4152) tại Nhật Bản
| STT | Nhan đề                                     | Thời lượng |
| --- | ------------------------------------------- | ---------- |
| 13. | "Hello" (Demo)                              | 3:15       |
| 14. | "Wonderwall" (Trực tiếp tại Knebworth Park) | 4:07       |

| Đĩa 2: B-Sides | Đĩa 2: B-Sides                                                      | Đĩa 2: B-Sides |
| STT            | Nhan đề                                                             | Thời lượng     |
| -------------- | ------------------------------------------------------------------- | -------------- |
| 1.             | "Talk Tonight"                                                      | 4:24           |
| 2.             | "Acquiesce"                                                         | 4:29           |
| 3.             | "Headshrinker"                                                      | 4:42           |
| 4.             | "It's Better People"                                                | 4:01           |
| 5.             | "Rockin' Chair"                                                     | 4:40           |
| 6.             | "Step Out" (Henry Cosby, Noel Gallagher, Sylvia Moy, Stevie Wonder) | 3:45           |
| 7.             | "Underneath the Sky"                                                | 3:25           |
| 8.             | "Cum On Feel the Noize"                                             | 5:13           |
| 9.             | "Round Are Way"                                                     | 5:45           |
| 10.            | "The Swamp Song"                                                    | 4:23           |
| 11.            | "The Masterplan"                                                    | 5:26           |
| 12.            | "Bonehead's Bank Holiday"                                           | 4:03           |
| 13.            | "Champagne Supernova" (Brendan Lynch mix)                           | 6:59           |
| 14.            | "You've Got to Hide Your Love Away" (Lennon-McCartney)              | 2:18           |

| Đĩa 3: Các ca khúc hiếm | Đĩa 3: Các ca khúc hiếm                                                                                      | Đĩa 3: Các ca khúc hiếm |
| STT                     | Nhan đề | Thời lượng              |
| ----------------------- | --- | ----------------------- |
| 1.                      | "Acquiesce" (Trực tiếp tại Earls Court, London ngày 4 tháng 11 năm 1995)                                     | 3:55                    |
| 2.                      | "Some Might Say" (Demo thu âm thử nghiệm tại Club Quattro Tokyo, Nhật Bản ngày 14 tháng 9 năm 1994)          | 4:04                    |
| 3.                      | "Some Might Say" (Trực tiếp tại Roskilde Festival, Đan Mạch ngày 30 tháng 6 năm 1995)                        | 5:07                    |
| 4.                      | "She's Electric" (demo. thu âm tại Mauldeth Road West Studio, Manchester.)                                   | 3:03                    |
| 5.                      | "Talk Tonight" (Trực tiếp tại Bath Pavilion ngày 22 tháng 6 năm 1995)                                        | 3:43                    |
| 6.                      | "Rockin' Chair" (Demo thu âm tại Mauldeth Road West Studio, Manchester)                                      | 4:05                    |
| 7.                      | "Hello" (Trực tiếp tại Roskilde Festival, Đan Mạch ngày 30 tháng 6 năm 1995)                                 | 3:24                    |
| 8.                      | "Roll with It" (Trực tiếp tại Roskilde Festival, Đan Mạch ngày 30 tháng 6 năm 1995)                          | 4:08                    |
| 9.                      | "Morning Glory" (Trực tiếp tại Roskilde Festival, Đan Mạch ngày 30 tháng 6 năm 1995)                         | 4:48                    |
| 10.                     | "Hey Now!" (Demo thu âm thử nghiệm tại Club Quattro Tokyo, Nhật Bản ngày 14 tháng 9 năm 1994)                | 3:08                    |
| 11.                     | "Bonehead's Bank Holiday" (Demo thu âm thử nghiệm tại Club Quattro Tokyo, Nhật Bản ngày 14 tháng 9 năm 1994) | 2:09                    |
| 12.                     | "Round Are Way" (MTV Unplugged tại Royal Festival Hall, London ngày 23 tháng 8 năm 1996)                     | 4:52                    |
| 13.                     | "Cast No Shadow" (Trực tiếp tại Maine Road, Manchester ngày 27 tháng 4 năm 1996)                             | 4:06                    |
| 14.                     | "The Masterplan" (Trực tiếp tại Knebworth Park, Hertfordshire ngày 10 tháng 8 năm 1996)                      | 4:56                    |

## Xếp hạng
| Bảng xếp hạng (1995–96)                  | Vị trí cao nhất |
| ---------------------------------------- | --------------- |
| Album Úc (ARIA)                          | 1               |
| Album Áo (Ö3 Austria)                    | 3               |
| Album Bỉ (Ultratop Vlaanderen)           | 7               |
| Album Bỉ (Ultratop Wallonie)             | 3               |
| Canada (RPM)                             | 1               |
| Đan Mạch (Hitlisten)                     | 3               |
| Album Hà Lan (Album Top 100)             | 4               |
| Châu Âu (Top 100)                        | 1               |
| Album Phần Lan (Suomen virallinen lista) | 8               |
| Pháp (SNEP)                              | 8               |
| Đức (Offizielle Top 100)                 | 3               |
| Ireland (IRMA)                           | 1               |
| Ý (FIMI)                                 | 5               |
| Nhật Bản (Oricon)                        | 8               |
| Album New Zealand (RMNZ)                 | 1               |
| Album Na Uy (VG-lista)                   | 5               |
| Bồ Đào Nha (AFP)                         | 6               |
| Tây Ban Nha (PROMUSICAE)                 | 1               |
| Album Thụy Điển (Sverigetopplistan)      | 1               |
| Album Thụy Sĩ (Schweizer Hitparade)      | 1               |
| Album Anh Quốc (OCC)                     | 1               |
| Album Hoa Kỳ Billboard 200               | 4               |

| Bảng xếp hạng (1995)               | Vị trí |
| ---------------------------------- | ------ |
| Belgian Albums (Ultratop Flanders) | 84     |
| Belgian Albums (Ultratop Wallonia) | 63     |
| French Albums (SNEP)               | 34     |
| Swedish Albums (Sverigetopplistan) | 35     |
| UK Albums (OCC)                    | 2      |
| Bảng xếp hạng (1996)               | Vị trí |
| Australian Albums (ARIA)           | 4      |
| Austrian Albums (Ö3 Austria)       | 19     |
| Canadian Albums (RPM)              | 4      |
| Dutch Albums (MegaCharts)          | 29     |
| French Albums (SNEP)               | 18     |
| German Albums (Offizielle Top 100) | 17     |
| Italian Albums (Hit Parade)        | 18     |
| New Zealand (Recorded Music NZ)    | 2      |
| Swedish Albums (Sverigetopplistan) | 43     |
| Swiss Albums (Schweizer Hitparade) | 10     |
| UK Albums (OCC)                    | 3      |
| US Billboard 200                   | 13     |
| Bảng xếp hạng (1997)               | Vị trí |
| UK Albums (OCC)                    | 35     |
| Bảng xếp hạng (1998)               | Vị trí |
| UK Albums (OCC)                    | 119    |
| Bảng xếp hạng (1999)               | Vị trí |
| UK Albums (OCC)                    | 160    |
| Bảng xếp hạng (2005)               | Vị trí |
| UK Albums (OCC)                    | 133    |

| Bảng xếp hạng (1990–99) | Vị trí |
| ----------------------- | ------ |
| UK Albums (OCC)         | 1      |

| Bảng xếp hạng   | Vị trí |
| --------------- | ------ |
| UK Albums (OCC) | 5      |

## Chứng nhận
| Quốc gia                                                                           | Chứng nhận   | Số đơn vị/doanh số chứng nhận |
| ---------------------------------------------------------------------------------- | ------------ | ----------------------------- |
| Argentina (CAPIF)                                                                  | Vàng         | 30.000^                       |
| Úc (ARIA)                                                                          | 8× Bạch kim  | 560.000^                      |
| Áo (IFPI Áo)                                                                       | Vàng         | 25.000*                       |
| Bỉ (BEA)                                                                           | Vàng         | 25.000*                       |
| Canada (Music Canada)                                                              | 8× Bạch kim  | 800.000^                      |
| Đan Mạch (IFPI Đan Mạch)                                                           | Vàng         | 25.000^                       |
| Phần Lan (Musiikkituottajat)                                                       | Vàng         | 27,540                        |
| Pháp (SNEP)                                                                        | Bạch kim     | 300.000*                      |
| Đức (BVMI)                                                                         | Vàng         | 250.000^                      |
| Hồng Kông (IFPI Hồng Kông)                                                         | Vàng         | 10.000*                       |
| Ireland (IRMA)                                                                     | 6× Bạch kim  | 90.000^                       |
| Ý (FIMI)                                                                           | Bạch kim     | 100.000*                      |
| Nhật Bản (RIAJ)                                                                    | Bạch kim     | 200.000^                      |
| Hà Lan (NVPI)                                                                      | Vàng         | 50.000^                       |
| New Zealand (RMNZ)                                                                 | Bạch kim     | 15.000^                       |
| Na Uy (IFPI)                                                                       | Bạch kim     | 50.000*                       |
| Tây Ban Nha (PROMUSICAE)                                                           | 2× Bạch kim  | 200.000^                      |
| Thụy Điển (GLF)                                                                    | Bạch kim     | 100.000^                      |
| Thụy Sĩ (IFPI)                                                                     | Vàng         | 25.000^                       |
| Thailand                                                                           | Vàng         | 25,000^                       |
| Anh Quốc (BPI)                                                                     | 14× Bạch kim | 4,700,000                     |
| Hoa Kỳ (RIAA)                                                                      | 4× Bạch kim  | 4.000.000^                    |
| Tổng hợp                                                                           |              |                               |
| Châu Âu (IFPI)                                                                     | 6× Bạch kim  | 6.000.000*                    |
| * Chứng nhận dựa theo doanh số tiêu thụ. ^ Chứng nhận dựa theo doanh số nhập hàng. |              |                               |